# Pallacanestro Messina 2003-2004
La Pallacanestro Messina 2003-2004 ha preso parte al campionato di Serie A. Era sponsorizzata dalla Regione Siciliana.
Si è classificata al 18º posto della Serie A ed è retrocessa in Legadue. In seguito ha rinunciato all'iscrizione ed è fallita.